# Volba prezidenta České republiky 2023
První kolo volby prezidenta České republiky proběhlo 13. a 14. ledna 2023, druhé kolo následně proběhlo 27. a 28. ledna. Předchozímu prezidentu Miloši Zemanovi skončilo druhé funkční období 8. března 2023. Termín volby vyhlásil předseda Senátu 27. června 2022, kandidátní listiny byly potvrzeny Ministerstvem vnitra 25. listopadu 2022. Vítězem volby se ve druhém kole se ziskem 58,32 % hlasů stal Petr Pavel. Účast v druhém kole byla nejvyšší volební účastí v celostátních volbách v České republice od voleb do Poslanecké sněmovny Parlamentu České republiky v roce 1998.

## Proces volby
Volba probíhá podle čl. 56–58 Ústavy České republiky a prováděcího zákona o volbě prezidenta republiky, ve znění pozdějších předpisů.
Prezidentem republiky může být zvolen občan České republiky, který je volitelný do Senátu. Do Senátu může být zvolen každý občan, který má právo volit a dosáhl věku 40 let. Překážkou v právu být volen je omezení svéprávnosti k výkonu volebního práva. Nikdo nemůže být zvolen více než dvakrát za sebou, kandidovat tedy nemohl předchozí prezident Miloš Zeman.
Právo volit má každý občan České republiky, který dosáhl věku 18 let. Překážkami v právu volit jsou zákonem stanovené omezení osobní svobody z důvodu ochrany zdraví lidí a omezení svéprávnosti k výkonu volebního práva. Volit tedy mohou i občané ve vězení. Na voličský průkaz může volič hlasovat v jakémkoliv volebním okrsku na území České republiky nebo ve zvláštním volebním okrsku v zahraničí.
Navrhovat kandidáta je oprávněn každý občan, který dosáhl věku 18 let, podpoří-li jeho návrh petice podepsaná nejméně 50 000 občany oprávněnými prezidenta volit. Navrhovat kandidáta je oprávněno také nejméně dvacet poslanců nebo nejméně deset senátorů. Otázku, zda senátor či poslanec může navrhnout více kandidátů, zákon ani Ústava neřeší. Ministerstvo vnitra v roce 2017 uvedlo, že je to možné. Nejvyšší správní soud v obiter dictu svého rozhodnutí z 13. prosince 2017 uvedl, že to možné není. Ústavní soud v lednu 2018 toto vyjádření správního soudu zkritizoval jako jemu nepříslušné, k meritu věci se však nevyjádřil.
Prezidentem republiky je zvolen kandidát, který obdržel nadpoloviční většinu platných hlasů oprávněných voličů. Není-li takový kandidát, koná se za čtrnáct dnů po začátku prvního kola volby druhé kolo volby, do kterého postupují dva nejúspěšnější kandidáti z prvního kola volby. Prezidentem republiky je zvolen kandidát, který obdržel ve druhém kole volby nejvyšší počet platných hlasů oprávněných voličů.

## Uchazeči
Na prezidenta již podle Ústavy ČR nemohl kandidovat předchozí prezident Miloš Zeman, neboť zvolení není možné ve třikrát po sobě jdoucí volbě. Kandidovat mohl i bývalý prezident Václav Klaus, který ale uvedl, že je to spíše úkol pro mladší generaci. Dosavadní prezident Zeman se v říjnu 2019 vyjádřil, že kdyby uvažoval v klasickém pravolevém schématu, považoval by za možné dobré kandidáty prezidenta Hospodářské komory Vladimíra Dlouhého a předsedu ČMKOS Josefa Středulu. Zeman v lednu 2021 uvedl, že by podpořil jako svého nástupce Andreje Babiše, který svou kandidaturu oznámil až v říjnu 2022 po schůzce se Zemanem.

### Kandidáti
Kandidátní listinu k registraci ministerstvu vnitra podalo v řádném termínu celkem 21 uchazečů. Pro nesplnění podmínek jich bylo 12 odmítnuto, včetně jedné, která byla podána opožděně. Na Nejvyšší správní soud bylo následně doručeno celkem 13 stížností, soud nakonec rozhodl o uznání kandidátní listiny Karla Diviše, naopak z volby vyřadil Denisu Rohanovou. Z devíti uznaných kandidátů jich šest kandidovalo na základě podpisů poslanců či senátorů a tři obdrželi stanovený počet podpisů od občanů. Dne 8. ledna 2023 se Josef Středula v debatě České televize vzdal kandidatury ve prospěch Danuše Nerudové, čímž se počet volitelných kandidátů snížil na osm.
| Č. | Kandidát        | Kandidát        | Informace o kandidátovi | Navrhovatelé  | Oznámení kandidatury | Stranická příslušnost | Zdroj                |
| -- | --------------- | --------------- | --- | ------------- | -------------------- | --------------------- | -------------------- |
| 1  | Pavel Fischer   | Pavel Fischer   | Politik a diplomat, senátor PČR, bývalý velvyslanec ČR ve Francii a kandidát na prezidenta z roku 2018. Kandidát s podporou koalice SPOLU.                         | 30 senátorů   | říjen 2022           | nestraník             | [ 28 ]               |
| 2  | Jaroslav Bašta  | Jaroslav Bašta  | Politik a diplomat, poslanec PČR a bývalý ministr bez portfeje. Stranický kandidát SPD.                                                                            | 20 poslanců   | září 2022            | SPD, dříve ČSSD a BOS | [ 29 ]               |
| 4  | Petr Pavel      | Petr Pavel      | Voják ve výslužbě, bývalý předseda vojenského výboru NATO a náčelník Generálního štábu Armády České republiky. Občanský kandidát s podporou koalice SPOLU.         | 81 083 občanů | červenec 2021        | nestraník, dříve KSČ  | [ 30 ] [ 31 ] [ 32 ] |
| 5  | Tomáš Zima      | Tomáš Zima      | Lékař a biochemik, bývalý předseda České konference rektorů, rektor Univerzity Karlovy a děkan 1. LF UK.                                                           | 13 senátorů   | květen 2022          | nestraník, dříve KSČ  | [ 33 ]               |
| 6  | Danuše Nerudová | Danuše Nerudová | Ekonomka a pedagožka, bývalá rektorka Mendelovy univerzity v Brně. Občanská kandidátka s podporou koalice SPOLU.                                                   | 82 413 občanů | květen 2022          | nestranička           | [ 34 ]               |
| 7  | Andrej Babiš    | Andrej Babiš    | Politik a podnikatel, poslanec PČR, bývalý předseda vlády ČR a ministr financí. Stranický kandidát ANO a kandidát s podporou prezidenta Miloše Zemana.             | 56 poslanců   | říjen 2022           | ANO, dříve KSČ (KSS)  | [ 35 ]               |
| 8  | Karel Diviš     | Karel Diviš     | Podnikatel, ekonom a matematik. Občanský kandidát. Divišovu kandidátní listinu Ministerstvo vnitra nejprve zamítlo, Nejvyšší správní soud ale tento výrok zvrátil. | 50 007 občanů | leden 2022           | nestraník             | [ 37 ] [ 38 ] [ 36 ] |
| 9  | Marek Hilšer    | Marek Hilšer    | Lékař, pedagog, vědec a občanský aktivista, senátor PČR a kandidát na prezidenta z roku 2018.                                                                      | 13 senátorů   | listopad 2019        | MHS                   | [ 39 ]               |

### Zaregistrovaní kandidáti, kteří z volby odstoupili
| Č. | Kandidát       | Kandidát       | Informace o kandidátovi  | Navrhovatelé | Oznámení kandidatury | Vzdání se kandidatury                                             | Stranická příslušnost | Zdroj                |
| -- | -------------- | -------------- | ------------------------ | ------------ | -------------------- | ----------------------------------------------------------------- | --------------------- | -------------------- |
| 3  | Josef Středula | Josef Středula | Odborář, předseda ČMKOS. | 11 senátorů  | květen 2022          | oznámení: 8. ledna 2023 (Superdebata ČT) oficiálně: 9. ledna 2023 | nestraník             | [ 40 ] [ 41 ] [ 42 ] |

### Vyřazení kandidáti
Mezi uchazeči, kteří podali kandidátní listiny, ale u kterých ministerstvo vnitra konstatovalo nesplnění zákonných podmínek, se dále objevili Tomáš Březina, Václav Hačecký, Roman Hladík, Terezie Holovská, Libor Hrančík, Karel Janeček, Anna Kašná, Roman Lalik, Denisa Rohanová, Josef Roušal, Milan Tomeček a Pavel Zítko. V případě Denisy Rohanové naopak ministerstvo vnitra konstatovalo splnění podmínek, ale Nejvyšší správní soud rozhodnutí ministerstva později zrušil a z prezidentské volby ji tak vyřadil.

## Kampaně

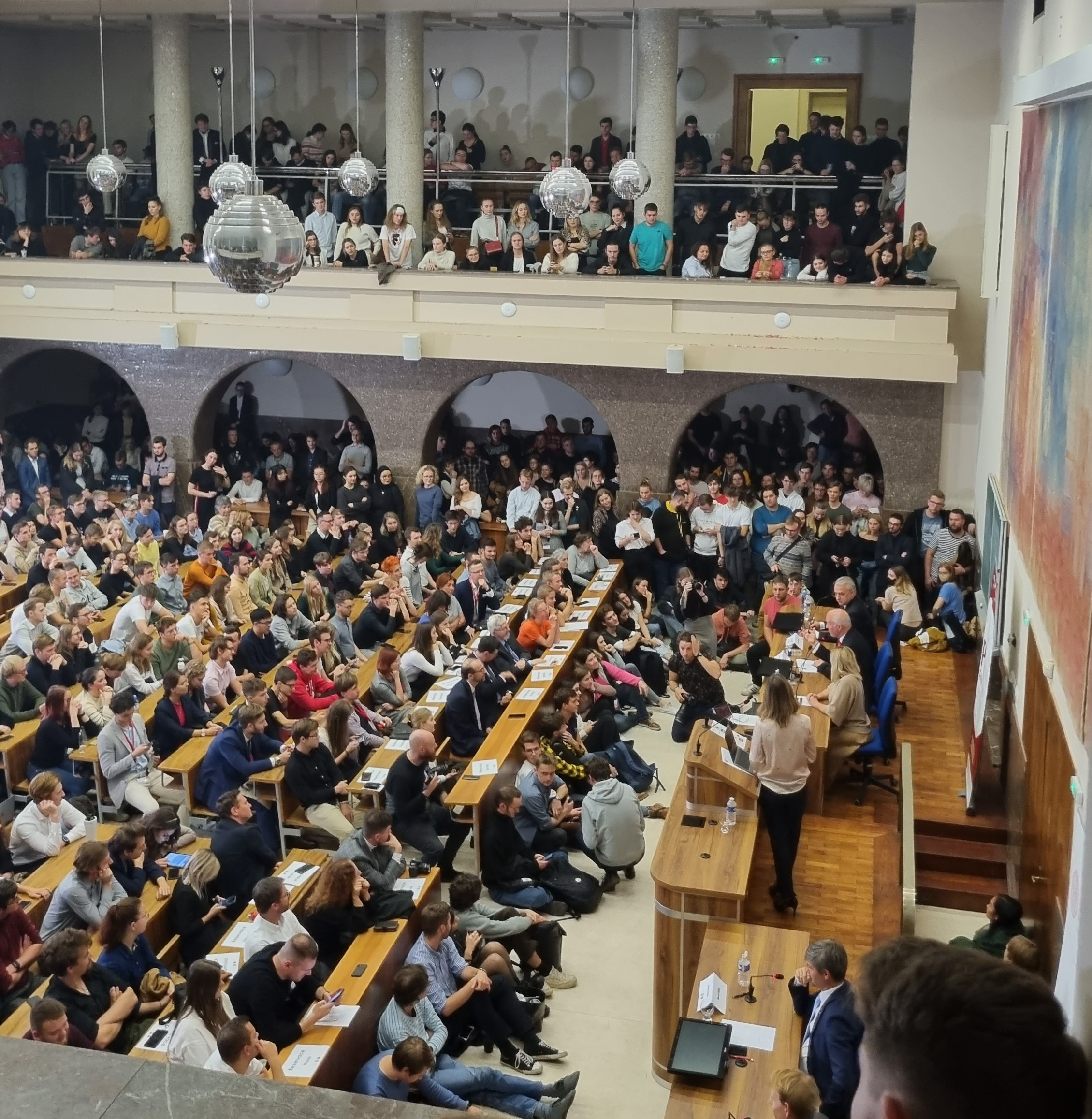
Debata pěti prezidentských kandidátů na Právnické fakultě UK v listopadu 2022

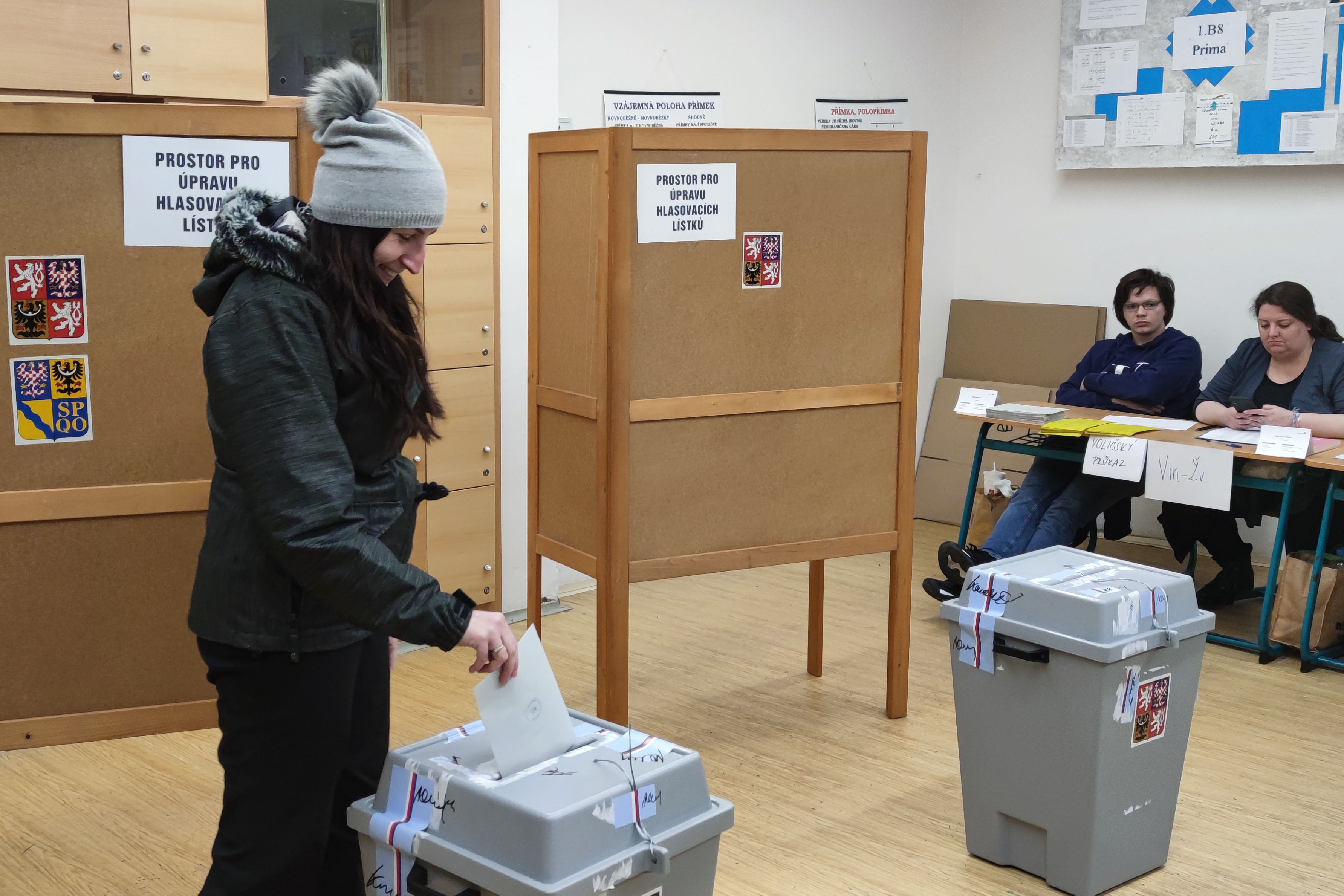
Z volební místnosti v Olomouci

### Financování kampaně
Každý kandidát na funkci prezidenta republiky je povinen si pro financování volební kampaně nejpozději do pěti dnů ode dne vyhlášení volby, které proběhlo dne 27. června 2022, zřídit transparentní účet pro financování volební kampaně. Kontrolu dodržování těchto pravidel má na starosti Úřad pro dohled nad hospodařením politických stran a politických hnutí. Kandidátem se však z hlediska zákona zájemce stává teprve po odevzdání kandidátní listiny, čímž vzniká tzv. časová šedá zóna, kdy zájemci o úřad sice už reálně kampaň vedou (například dlouhodobou sebepropagací nebo při sběru podpisů pro petici), ale přitom vymáhat na nich zákonné povinnosti je až do podání kandidátky velmi komplikované. Nejvíce za kampaň utratili Andrej Babiš – okolo 39 milionů Kč, dále Petr Pavel s přibližně 38 miliony Kč a Danuše Nerudová s 29,4 miliony Kč. Celkově v prvním kole všichni kandidáti utratili okolo 146 milionů Kč, nejvíce darů vybral Petr Pavel. Výdaje na volební kampaň by neměly přesáhnout částku 40 milionů Kč a dalších 10 milionů Kč pro kandidáty v druhém kole volby.

### Kampaně před druhým kolem

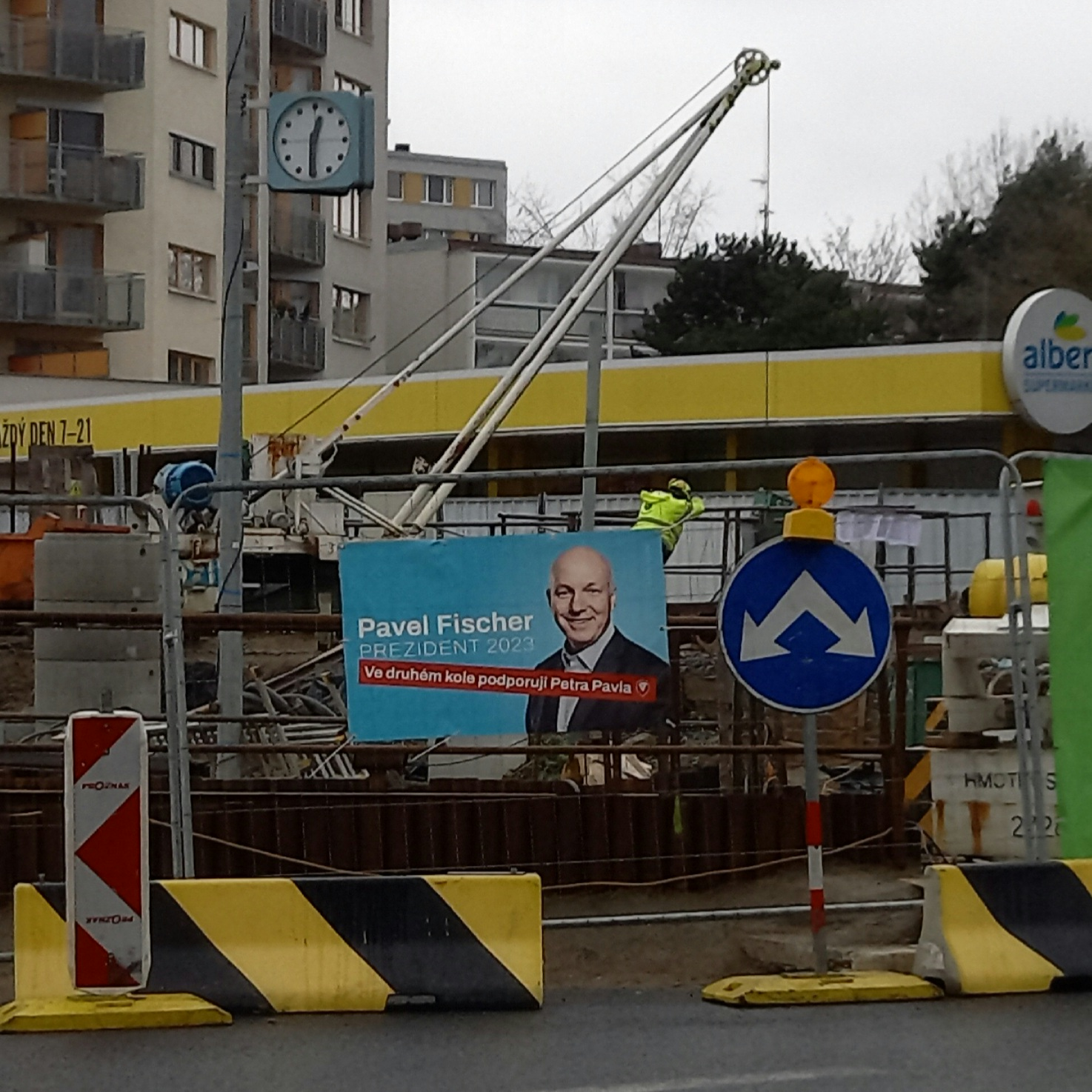
Propagace Pavla Fischera na podporu Petra Pavla ve druhém kole

Po sečtení hlasů v prvním kole vyjádřili čtyři ze šesti neúspěšných kandidátů (Danuše Nerudová, Pavel Fischer, Marek Hilšer a Karel Diviš) podporu Petru Pavlovi. Zejména Danuše Nerudová a do určité míry i Pavel Fischer se rozhodli aktivně zapojit do kampaně Petra Pavla a kromě sdílení reklamních ploch jej i osobně podpořit na jeho akcích a návštěvách v regionech. Jaroslav Bašta ani SPD, jejímž kandidátem Bašta byl, oficiálně nepodpořili nikoho. Naopak Andrej Babiš, který v prvním kole skončil těsně druhý, rozjel téměř okamžitě antikampaň. Ta totiž fakticky začala už na jeho tiskové konferenci po oznámení výsledků, kde přednesl své výhrady vůči Petru Pavlovi. Podle Deníku N, který tiskovou konferenci podrobněji rozebral, se Babiš dopustil spousty nepřesností a výmyslů. Rovněž Pavla několikrát (nejen při tiskové konferenci samotné, ale i v následujících dnech) označil za vládního kandidáta. Petr Pavel se proti nařčení bránil, protože kandidoval na základě podpisů občanů a členové vlády mu pouze vyjádřili podporu. Babiše kromě hnutí ANO 2011 podpořila také komunistická strana.
O Petru Pavlovi kolovala na internetu řada dezinformací i v následujících dnech. Jednou z nich bylo například to, že svévolně vyhlásí mobilizaci či povinnou vojenskou službu. SMS zprávami byla rozesílána nepravdivá informace, uvádějící falešné tvrzení, že pocházejí od Petra Pavla, ve znění: „Dobry den, tady General Pavel. Touto zpravou bych Vam chtel podekovat za hlas ve volebni kampani na prezidenta. Poprosim Vas, abyste se dostavil na nejblizsi pobocku ACR, kde budete vybaven potrebnou zbroji pro mobilizaci na Ukrajine.“ Sociální sítě obletělo lživé video, které bylo manipulativně sestříháno tak, aby vyznělo, že cílem generála Pavla je zatažení Česka do války na Ukrajině, ačkoli ze skutečného videozáznamu vyplývá pravý opak. Ve čtvrtek 26. ledna falešný web uvedl, že Petr Pavel téhož dne ráno zemřel. On sám i jeho skutečný tým se proti tvrzení okamžitě ohradili.
Terčem kritiky se staly i billboardy Andreje Babiše před druhým kolem volby, které nejprve hlásaly: Nezavleču Česko do války. Jsem diplomat. Ne voják. V souvislosti s tím média připomněla Babišův protichůdný výrok z knihy O čem sním, když náhodou spím, který zněl: „NATO by se mělo změnit z obranného paktu na útočný.“ Po značné kritice tak došlo k nahrazení původních billboardů novými, tentokrát s heslem: Generál nevěří v mír. Volte mír. Volte Babiše. Ani tato verze však neunikla negativním reakcím.
Oba kandidáti podnikli v rámci svých kampaní několik setkání po celé České republice. Petr Pavel vyrazil například do Ústí nad Labem, Ostravy, Brna či na pražské Staroměstské náměstí. Na některých setkáních spolu s ním vystoupili i neúspěšní kandidáti z prvního kola – Danuše Nerudová a Pavel Fischer. Samotného Pavla podle jeho slov překvapilo, kolik lidí ho přišlo podpořit. Některá média uvedla, že například v Ostravě se údajně shromáždilo nejvíce lidí od sametové revoluce. V plánu měl navštívit například také Kolín či Příbram. Návštěvy však kvůli viróze zrušil.
Andrej Babiš v sobotu 21. ledna uvedl, že jeho manželce Monice přišla poštou z Brna nábojnice s výhružným dopisem. Protikandidát Pavel odsoudil všechny projevy nenávisti a výhrůžky Andreji Babišovi a jeho rodině s tím, že takové věci k demokratickým volbám nepatří, stejně jako další politici napříč politickým spektrem. Činem se začala ještě téhož dne zabývat policie, ta později konstatovala, že se v dopise nenacházel ostrý, ale prázdný (slepý) náboj.
Andrej Babiš v rámci své kampaně navštívil například Benešov, Liberec a Jablonec nad Nisou, Děčín či Brno. Na mnoha místech na něj kromě jeho příznivců čekala i spousta odpůrců. Například na setkání v Benešově se objevila skupina s transparenty namířené proti Babišovi, někteří i skandovali hlášky, jako třeba „Pavel na Hrad“ a další. Babiš je označil za „zástupce pětikoalice“. V Jablonci nad Nisou, kde nebylo setkání uzavřené, ale v ulicích, zatarasil cestu dav odpůrců tak, že se Babiš nedostal na náměstí, kde se měl setkat s podporovateli. Nakonec město opustil bez návštěvy náměstí. V úterý 24. ledna, kdy měl mimo jiné navštívit Hradec Králové, na tiskové konferenci ohlásil, že do konce druhého kola končí s kontaktní kampaní. Odůvodnil to agresivitou svých odpůrců a tím, že tento den obdržel anonymní dopis s výhružkou smrti pokud vyhraje volby. Činem se zabývala policie.

### Televizní debaty
První prezidentskou televizní předvolební debatu odstartovala FTV Prima 4. ledna 2023, v debatě se utkalo šest kandidátů s nižšími volebními preferencemi, na debatu 11. ledna byli pozvaní zbývající tři favorité, do studia však dorazili jen Danuše Nerudová a Petr Pavel. Česká televize odvysílala svou „superdebatu“ 8. ledna, pozvání přijali všichni kandidáti kromě Andreje Babiše. TV Nova měla debaty také rozdělené jako FTV Prima na tři favority a kandidáty s nižšími preferencemi, oboje debaty odvysílala 12. ledna. Nejsledovanější byla debata se třemi favority na TV Nova s 1,9 milionu diváků.
Před druhým kolem se 22. ledna konala ostrá prezidentská debata v České televizi, Andrej Babiš v jejím průběhu odpověděl, že pokud by bylo Polsko nebo pobaltské státy napadeny, nevyslal by na místo, jakožto vrchní velitel ozbrojených sil, české vojáky. Ještě téhož dne svůj výrok opravil a na svém Twitteru uvedl, že pokud by došlo reálnému napadení, pochopitelně by dodržel článek 5 Severoatlantické smlouvy. Další televizní debata na Primě 25. ledna se konala jako jediná s diváky a byla hodnocena jako vyvážená.[zdroj?] Poslední debata proběhla 26. ledna na TV Nova a byla hodnocena jako klidnější.

## Průzkumy veřejného mínění
V září a říjnu 2022 v různých průzkumech více než 5 % získávali Petr Pavel, Andrej Babiš, Danuše Nerudová, Pavel Fischer, Marek Hilšer a Josef Středula.
Podle průzkumů publikovaných během listopadu a prosince 2022 by volební zisk Andreje Babiše, Petra Pavla a Danuše Nerudové dosahoval okolo 25 % voličských hlasů (s potenciálním dosahem až 28–30 %), zatímco ostatní kandidáti se pohybovali pod 10% hranicí. Zisk Pavla Fischera by podle nich byl 5–6 %, Marek Hilšer a Josef Středula by získali okolo 3 %, Karel Diviš a Tomáš Zima by získali jen něco málo přes 1 % hlasů. Jaroslav Bašta zaznamenal během prosince vzestup preferencí z necelých tří na více než pět procent.
Dle průzkumu agentury Median konaném mezi prvním a druhým kolem volby se druhého kola voleb rozhodlo zúčastnit 68 % oprávněných voličů, nejčastěji lidí ve věku 18 až 29 let. Dle průzkumu agentur Kantar a Data Collect pro ČT24 z 21. ledna 2023 by Pavla volilo ve druhém kole voleb 53 % voličů, zatímco Babiše 38 %, zbylých 9 % nebylo rozhodnuto. Podle tohoto průzkumu by šlo rozhodně volit 73 % oprávněných voličů, dalších 19 % by volební účast zvažovalo.

## Kurzové sázky

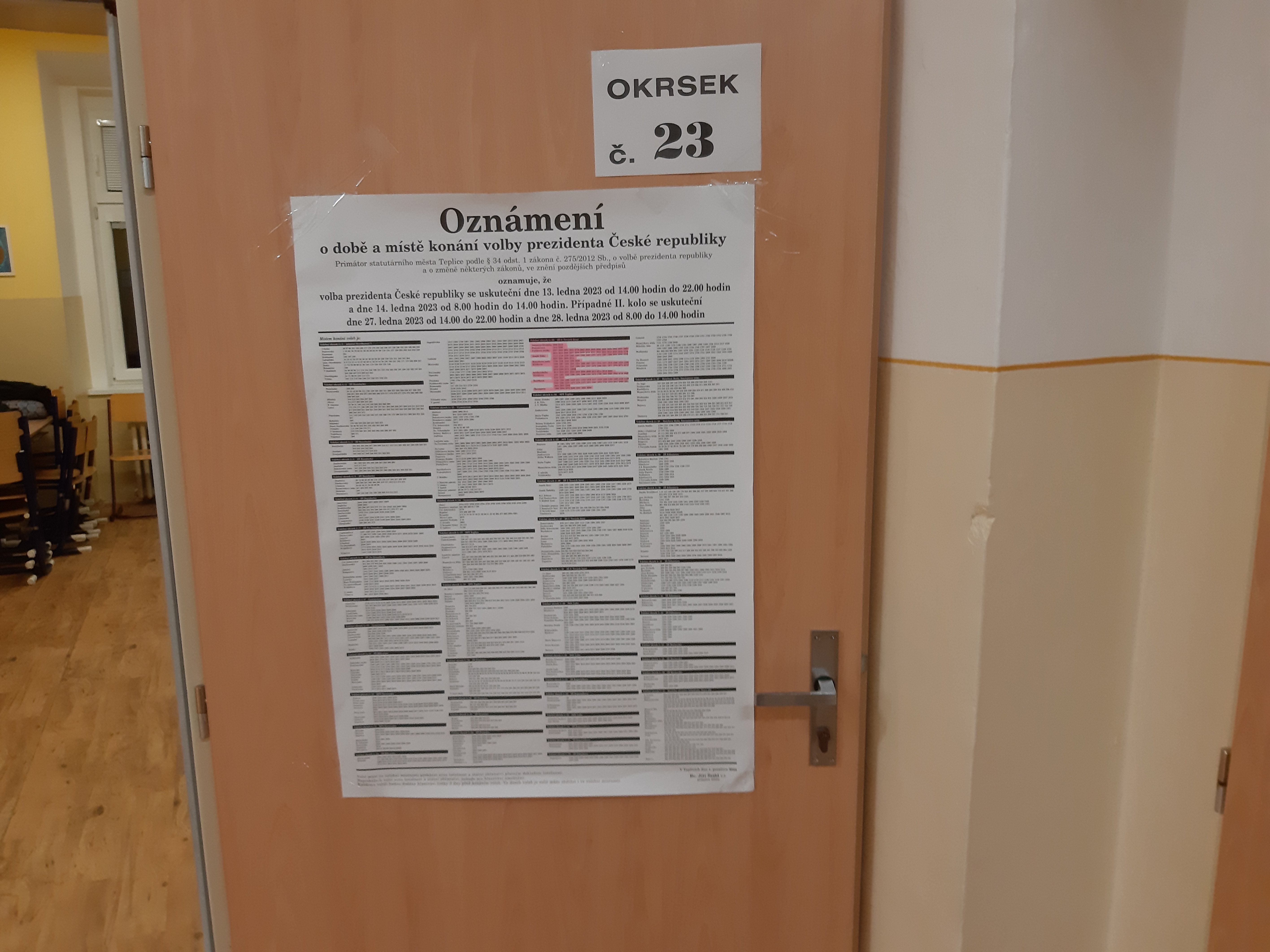
Rozpis volebních okresků v Teplicích

### První kolo
| Datum             | Sázková kancelář | Petr Pavel | Andrej Babiš | Danuše Nerudová | Pavel Fischer | Jaroslav Bašta | Marek Hilšer | Karel Diviš | Tomáš Zima |
| ----------------- | ---------------- | ---------- | ------------ | --------------- | ------------- | -------------- | ------------ | ----------- | ---------- |
| 13. 1. 2023 14:00 | SazkaBet         | 1,42       | 3,55         | 15              | 750           | 750            | 1500         | 2300        | 3000       |
| 13. 1. 2023 14:00 | Fortuna          | 1,45       | 3,5          | 15,5            | 750           | 765            | 1550         | 2350        | 3003       |
| 13. 1. 2023 14:00 | Tipsport         | 1,42       | 3,55         | 15              | 750           | 750            | 1500         | 2300        | 3000       |

### Druhé kolo
| Datum             | Sázková kancelář | Petr Pavel | Andrej Babiš |
| ----------------- | ---------------- | ---------- | ------------ |
| 28. 1. 2023 14:00 | SazkaBet         | 1,08       | 6,5          |
| 27. 1. 2023 14:00 | Fortuna          | 1,08       | 11           |
| 27. 1. 2023 14:00 | Tipsport         | 1,05       | 10,5         |

## Průběh hlasování

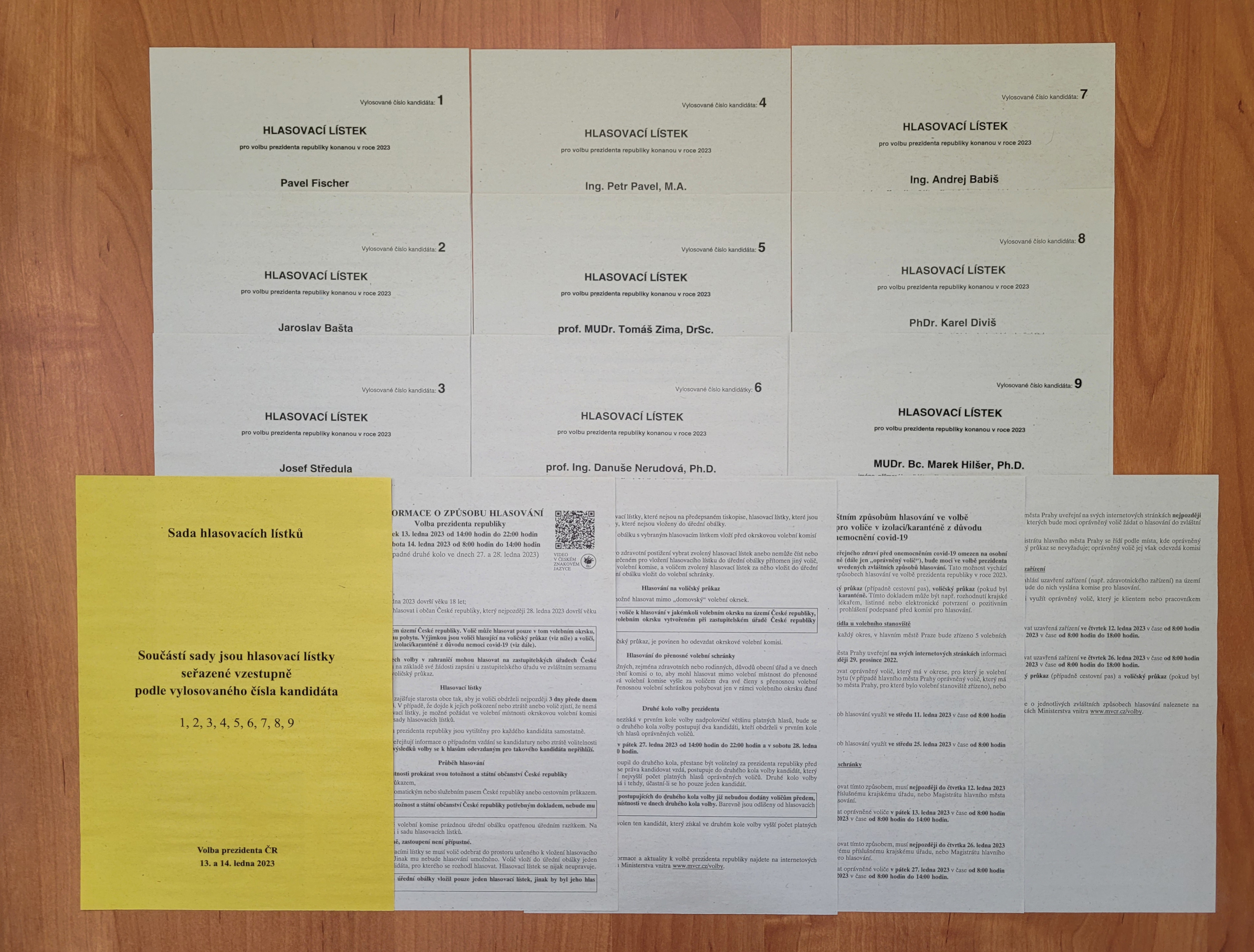
Sada hlasovacích lístků pro první kolo voleb

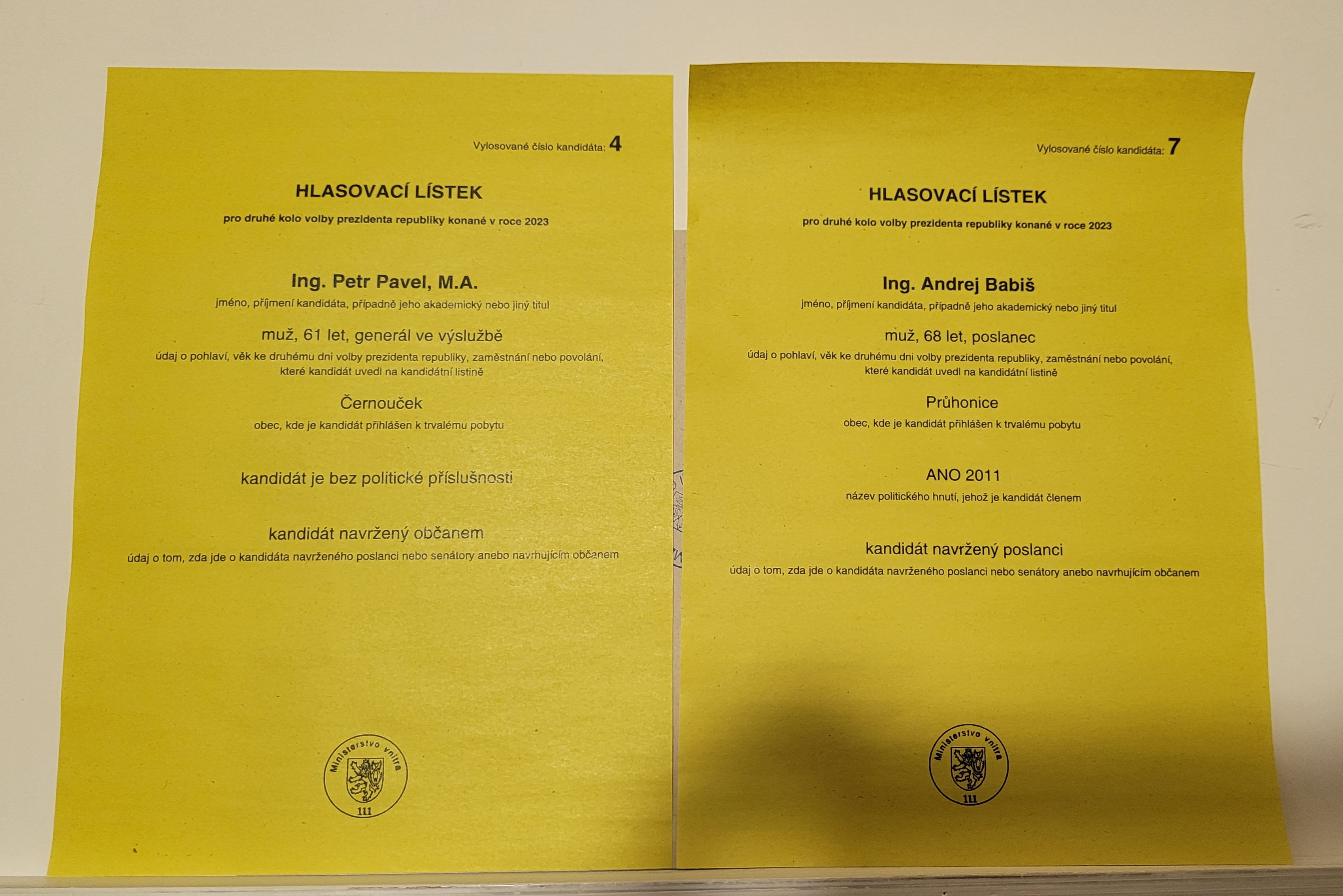
Žluté lístky pro druhé kolo voleb

### 1. kolo
První kolo voleb bylo stanoveno na pátek 13. a sobotu 14. ledna 2023. V předchozích dnech obdrželi voliči do schránek sadu hlasovacích lístků s osmi volitelnými kandidáty i volební lístek Josefa Středuly, který jen pár dní předtím z volby odstoupil. V jedenácti městech a obcích současně probíhala místní referenda, v nichž hlasovali občané Karlových Varů, Kladna, Horní Řasnice, Opatovic nad Labem, pražské městské části Řeporyje, Horních Bludovic, Dobříše, Ptenína, Dudína, Harbřiny a Hrušky.
První volební místnosti se otevřely už ve čtvrtek 12. ledna ve 14:00 hodin místního času v Brasílii, São Paulu, Buenos Aires a Santiagu. Podle § 9 zákona č. 411/2022, o zvláštních způsobech hlasování ve volbě prezidenta republiky v roce 2023, bylo možné v případě nákazy covidem-19 využít možnost hlasování ze silničního motorového vozidla na volebních stanovištích k tomu určených, a to ve středu 11. ledna od 8 do 17 hodin.
Volební účast byla v prvním kole vůbec nejvyšší ve volbách českého prezidenta a třetí nejvyšší po volbách do Sněmovny 1996 a 1998. Za oba dny dosáhla hodnoty 68,24 %, tedy o 6,32 procentního bodu více než v předchozí volbě prezidenta. V podvečer 13. ledna zemřel přímo ve volební místnosti v Roudnici nad Labem 76letý senior, který po odevzdání hlasu zkolaboval a již se ho nepodařilo zachránit.
Z prvního kola do druhého postoupili Petr Pavel a Andrej Babiš. Petr Pavel získal druhý největší počet hlasů pro kandidáta v 1. kole dosavadních přímých voleb prezidenta, Andrej Babiš třetí největší.

### 2. kolo
Pro hlasování ve druhém kole volby byl stanoven termín na pátek 27. a sobotu 28. ledna 2023, opět ve stejný čas jako v kole prvním, tedy od 14 do 22 hodin první den a od 8 do 14 hodin den druhý. V tomto kole voliči nedostali hlasovací lístky do poštovních schránek, ale obdrží je přímo ve volební místnosti. Stejně jako v prvním kole bylo možné v případě nákazy covidem-19 hlasovat na speciálních místech přímo ze silničního motorového vozidla, a to ve středu 25. ledna od 8 do 17 hodin. I tentokrát, tak jako v prvním kole, se první volební místnosti otevřely pro zahraniční voliče na americkém kontinentu, konkrétně již ve čtvrtek 26. ledna.
V Nové Olešce, části obce Huntířov na Děčínsku, vypukl 27. ledna odpoledne ve volební místnosti požár, a ta musela být přestěhována do nedaleké Staré Olešky.
Volební účast ve druhém kole dosáhla 70,25 %, vítězem se stal se ziskem 58,32 % hlasů Petr Pavel.

## Výsledky

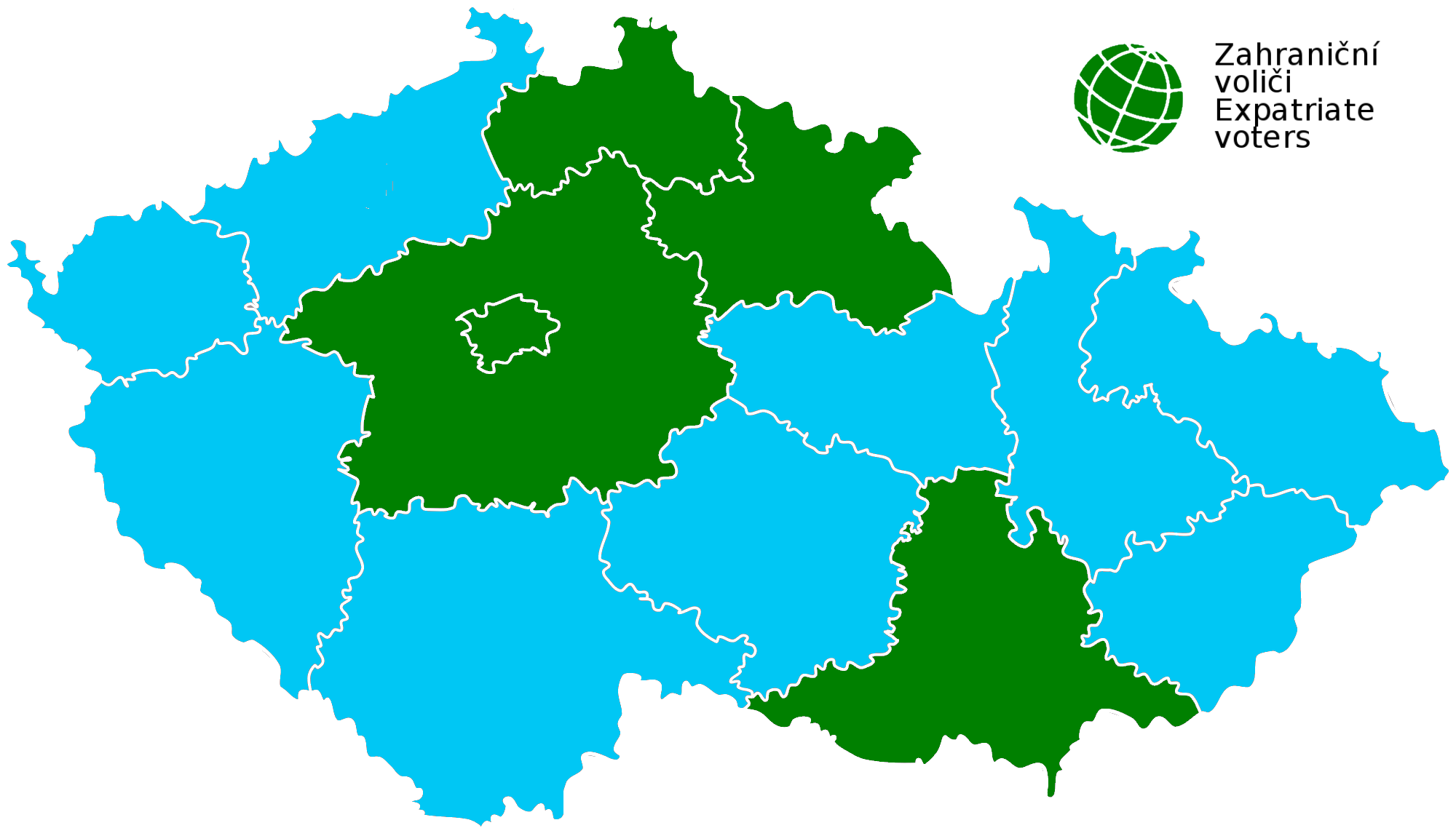
Vítězové prvního kola podle krajů:
Petr Pavel
Andrej Babiš

Vítězové prvního kola podle okresů:
Petr Pavel
Andrej Babiš

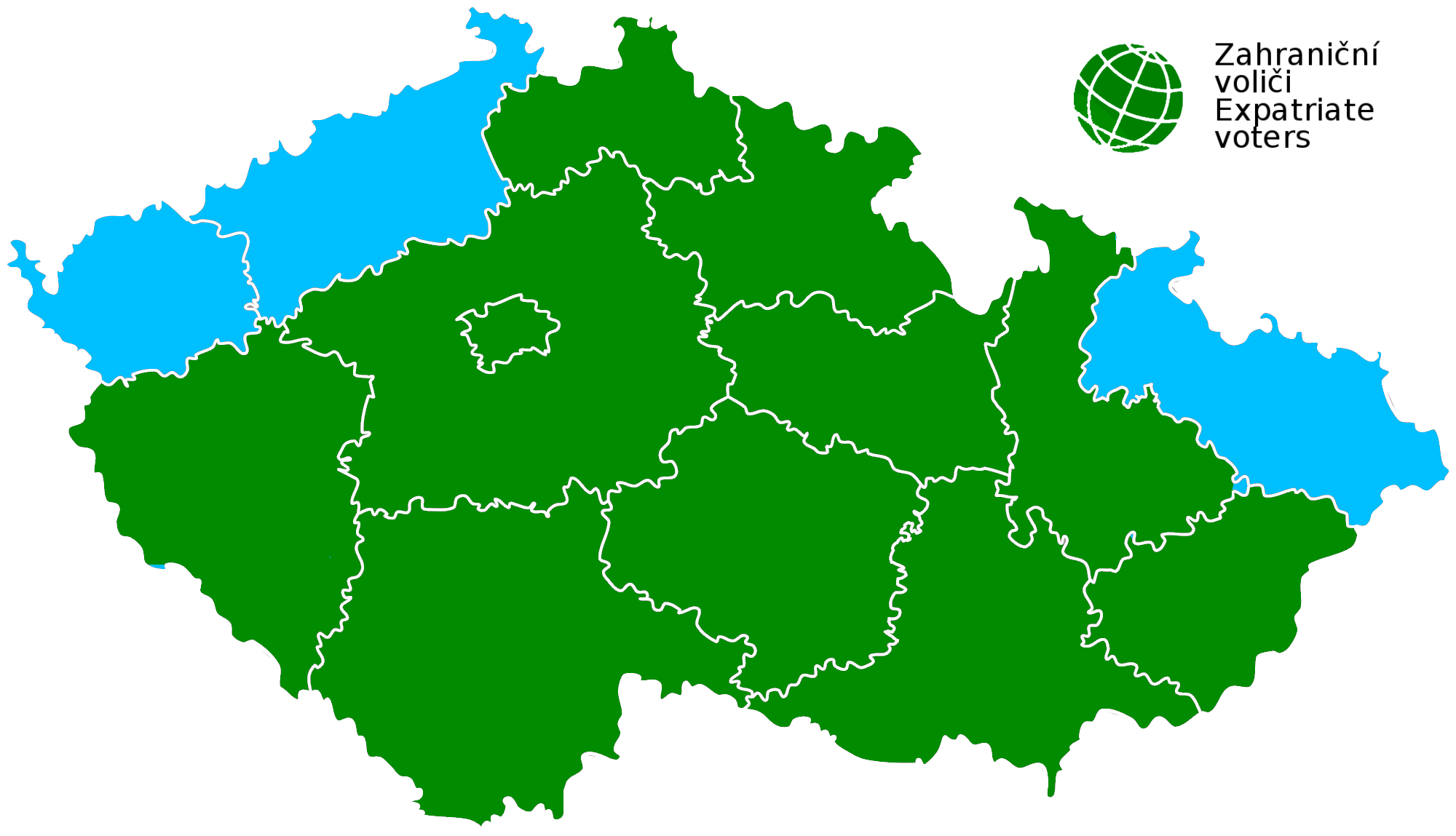
Vítězové druhého kola podle krajů:
Petr Pavel
Andrej Babiš

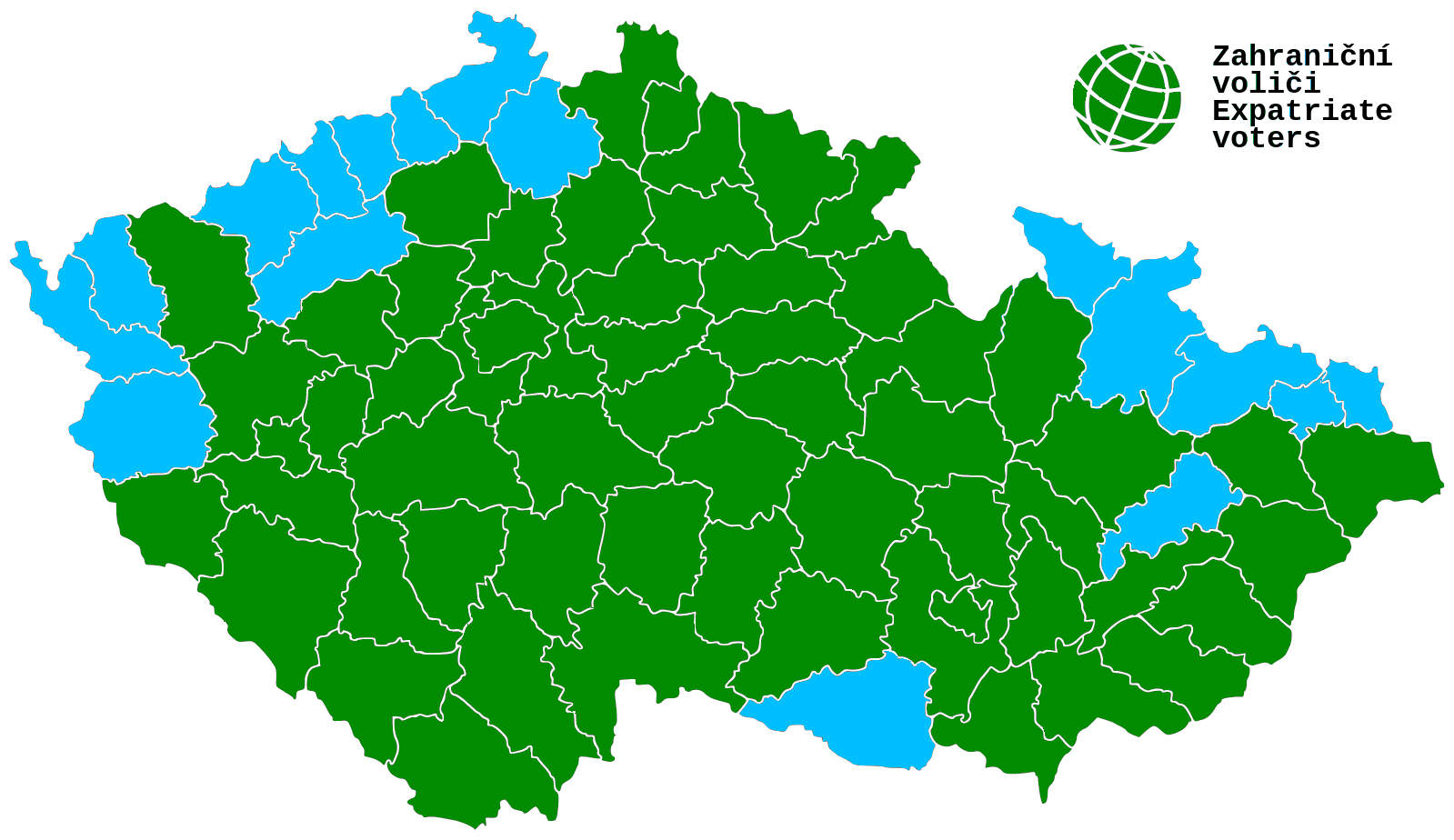
Vítězové druhého kola podle okresů:
Petr Pavel
Andrej Babiš

|                               | Petr Pavel       | nezávislý        | 1 975 156 | 35,40 | 3 359 301 | 58,32 |  |  |
|                               | Andrej Babiš     | ANO              | 1 952 214 | 34,99 | 2 399 898 | 41,67 |  |  |
|                               | Danuše Nerudová  | nezávislá        | 777 080   | 13,92 | —         | —     |  |  |
|                               | Pavel Fischer    | nezávislý        | 376 707   | 6,75  | —         | —     |  |  |
|                               | Jaroslav Bašta   | SPD              | 248 375   | 4,45  | —         | —     |  |  |
|                               | Marek Hilšer     | MHS              | 142 912   | 2,56  | —         | —     |  |  |
|                               | Karel Diviš      | nezávislý        | 75 476    | 1,35  | —         | —     |  |  |
|                               | Tomáš Zima       | nezávislý        | 30 769    | 0,55  | —         | —     |  |  |
|                               |                  |                  |           |       |           |       |  |  |
| Celkem                        | Celkem           | Celkem           | 5 578 689 | —     | 5 759 199 | —     |  |  |
|                               |                  |                  |           |       |           |       |  |  |
| Platné hlasy                  | Platné hlasy     | Platné hlasy     | 5 578 689 | 99,22 | 5 759 199 | 99,51 |  |  |
| Neplatné hlasy                | Neplatné hlasy   | Neplatné hlasy   | 44 126    | 0,78  | 28 341    | 0,49  |  |  |
| Volební účast                 | Volební účast    | Volební účast    | 5 622 815 | 68,24 | 5 787 540 | 70,25 |  |  |
| Nevolilo                      | Nevolilo         | Nevolilo         | 2 623 147 | 31,76 | 2 455 026 | 29,75 |  |  |
| Voliči v seznamu              | Voliči v seznamu | Voliči v seznamu | 8 245 962 | —     | 8 242 566 | —     |  |  |
|                               |                  |                  |           |       |           |       |  |  |
| Zdroj: Český statistický úřad |                  |                  |           |       |           |       |  |  |

| Kraj                          | Pavel | Babiš | Nerudová | Fischer | Bašta | Hilšer | Diviš | Zima |     |
| ----------------------------- | ----- | ----- | -------- | ------- | ----- | ------ | ----- | ---- | --- |
| Kraj                          | Praha | 51,0  | 20,1     | 14,6    | 7,7   | 2,8    | 2,3   | 1,1  | 0,5 |
| Středočeský                   | 40,6  | 31,3  | 13,8     | 6,1     | 3,6   | 2,6    | 1,4   | 0,6  |     |
| Jihočeský                     | 33,5  | 34,9  | 15,0     | 7,4     | 4,3   | 2,8    | 1,4   | 0,6  |     |
| Plzeňský                      | 34,5  | 37,4  | 13,0     | 5,8     | 4,8   | 2,6    | 1,4   | 0,6  |     |
| Karlovarský                   | 31,4  | 42,8  | 11,3     | 4,6     | 5,7   | 2,2    | 1,4   | 0,6  |     |
| Ústecký                       | 29,3  | 47,3  | 11,0     | 3,9     | 4,4   | 2,3    | 1,3   | 0,5  |     |
| Liberecký                     | 35,6  | 34,4  | 13,9     | 6,2     | 5,0   | 2,7    | 1,7   | 0,6  |     |
| Královéhradecký               | 36,3  | 33,3  | 14,6     | 6,5     | 4,5   | 2,8    | 1,5   | 0,6  |     |
| Pardubický                    | 33,6  | 34,6  | 15,5     | 6,7     | 4,7   | 2,9    | 1,4   | 0,6  |     |
| Vysočina                      | 31,5  | 35,5  | 15,1     | 8,6     | 4,3   | 3,0    | 1,4   | 0,6  |     |
| Jihomoravský                  | 34,0  | 33,9  | 15,4     | 7,8     | 4,8   | 2,4    | 1,2   | 0,5  |     |
| Olomoucký                     | 29,7  | 39,6  | 13,8     | 6,7     | 5,6   | 2,6    | 1,5   | 0,5  |     |
| Zlínský                       | 30,5  | 35,3  | 14,3     | 9,4     | 5,5   | 2,9    | 1,4   | 0,6  |     |
| Moravskoslezský               | 27,8  | 44,9  | 12,0     | 5,9     | 5,1   | 2,3    | 1,4   | 0,5  |     |
| ČR celkem                     | 35,4  | 35,0  | 13,9     | 6,8     | 4,5   | 2,6    | 1,4   | 0,6  |     |
| Zdroj: Český statistický úřad |       |       |          |         |       |        |       |      |     |

| Praha                         | 76,4 | 23,6 |
| Středočeský                   | 63,3 | 33,7 |
| Jihočeský                     | 58,6 | 41,4 |
| Plzeňský                      | 55,7 | 44,3 |
| Karlovarský                   | 49,0 | 51,0 |
| Ústecký                       | 45,5 | 54,5 |
| Liberecký                     | 58,8 | 41,2 |
| Královéhradecký               | 60,2 | 39,8 |
| Pardubický                    | 58,1 | 41,9 |
| Vysočina                      | 57,4 | 42,6 |
| Jihomoravský                  | 59,0 | 41,0 |
| Olomoucký                     | 51,8 | 48,2 |
| Zlínský                       | 56,5 | 43,5 |
| Moravskoslezský               | 46,9 | 53,1 |
| ČR celkem                     | 58,3 | 41,7 |
| Zdroj: Český statistický úřad |      |      |

## Přezkum Nejvyššího správního soudu
Nejvyšší správní soud během února 2023 vyřídil přes 400 stížností na průběh nebo výsledky voleb, které byly podány včas. Většina byla tzv. „formulářových“, tzn. podobaly se sobě navzájem a obsahovaly i stejné chyby. Ještě před počátkem zákonné lhůty obdržel navíc přes 500 podání, šlo zřejmě o kopie šířené přes sociální sítě, které odmítl pro předčasnost. Dalších skoro 100 podání odmítl naopak pro opožděnost. Mnohé včasné stížnosti zamítl, zatímco jiné uznal a napravil dílčí chyby vzniklé při sčítání hlasů v jednotlivých volebních komisích. Například Petr Pavel tak v konečném výsledku voleb získal o přibližně 300 hlasů navíc. Nejvyšší správní soud také zamítl další stížnost Karla Janečka, který sice sdělil, že výsledek respektuje, ale přesto se domáhal vyslovení neplatnosti voleb a žádal jejich opakování, protože je to podle něj první nutný krok, než se obrátí na Evropský soud pro lidská práva.